# World Tag Team Championship (WWE, 1971–2010)
A versão do World Tag Team Championship (em português: Campeonato Mundial de Duplas) de 1971 a 2010 foi o original campeonato de duplas de luta livre profissional na promoção World Wrestling Entertainment (WWE) e o terceiro título de duplas da empresa no geral. Originalmente estabelecido pela então-World Wide Wrestling Federation (WWWF) em 3 de junho de 1971 (renomeada World Wrestling Federation/WWF em 1979), foi o único título para duplas na promoção até que a então-WWF comprou a World Championship Wrestling (WCW) em março de 2001, o que acrescentou o Campeonato de Duplas da WCW. Ambos os títulos foram unificados em novembro de 2001, aposentando o campeonato da WCW e continuando o título da WWF.
Em 2002, a empresa foi renomeada para WWE. Após a introdução da extensão de marcas da WWE, onde lutadores e campeonatos se tornaram exclusivos de uma marca da WWE, o Campeonato Mundial de Duplas se tornou exclusivo para a marca Raw, enquanto um segundo Campeonato de Duplas da WWE (atualmente conhecido como Campeonato Mundial de Duplas desde abril de 2024) foi estabelecido para a marca SmackDown!. Ambos os títulos foram unificados em 2009 no Campeonato Unificado de Duplas da WWE, mas permaneceram ativos de forma independente até que o Campeonato Mundial de Duplas original foi descontinuado em 2010, em favor de continuar com o campeonato mais recente.
O campeonato era disputado em combates de luta livre profissional. As disputas pelo título foram o evento principal em eventos da WWF, incluindo In Your House 3, Fully Loaded: In Your House e o Backlash de 2001. Os campeões inaugurais foram a dupla Luke Graham e Tarzan Tyler, e os campeões finais foram a The Hart Dynasty (David Hart Smith e Tyson Kidd).

## História

### Origens
Quando a World Wide Wrestling Federation (WWWF) foi formada em 1963, o primeiro campeonato de duplas deles foi o Campeonato de Duplas dos Estados Unidos da WWWF, que originalmente era um campeonato da NWA estabelecido em 1958 e usado pela antecessora da WWWF, a Capitol Wrestling Corporation. Após o então campeão mundial dos pesos pesados da WWWF, Bruno Sammartino, e seu parceiro de duplas, Spiros Arion, conquistarem os títulos em 1967, o Campeonato de Duplas dos Estados Unidos da WWWF foi abandonado e desativado devido ao fato de Sammartino ser o campeão mundial. Dois anos depois, The Rising Suns (Toru Tanaka e Mitsu Arakawa) chegaram à WWWF com o Campeonato de Duplas Internacional da WWWF, que alegaram ter conquistado em um torneio em Tóquio em junho daquele ano. Este se tornou o título de duplas da WWWF até 1971, quando The Rising Suns deixaram a WWWF e levaram os títulos com eles.
A WWWF então estabeleceu seu próprio campeonato original de duplas mundial, o Campeonato Mundial de Duplas da WWWF, em 1971. Após a introdução do título, Luke Graham e Tarzan Tyler se tornaram os campeões inaugurais em 3 de junho. Em 1979, o título passou a ser conhecido como "Campeonato de Duplas da WWF" quando a promoção foi renomeada para World Wrestling Federation (WWF). Posteriormente, foi renomeado para Campeonato Mundial de Duplas da WWF em 1983, mas frequentemente era referido de forma abreviada como Campeonato de Duplas da WWF.

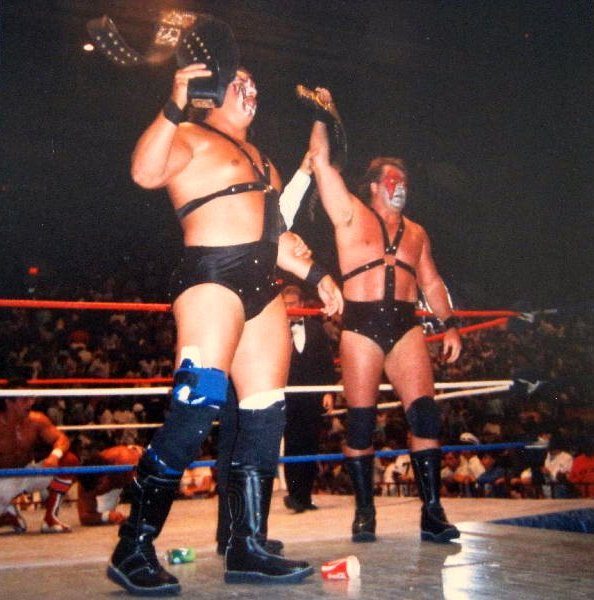
Três vezes campeões, Demolition (Smash e Ax); o primeiro reinado da equipe é o mais longo da história do título com 478 dias.

Em março de 2001, a WWF comprou os ativos selecionados da rival promoção World Championship Wrestling (WCW) da AOL Time Warner, e seus campeonatos passaram a ser defendidos também nos programas da WWF. Logo depois, ocorreu a Invasão, na qual a Aliança WCW/ECW foi finalmente desmantelada. O título foi temporariamente unificado pela primeira vez no SummerSlam, quando os campeões de duplas da WCW, Kane e The Undertaker, derrotaram os campeões de duplas da WWF, Chris Kanyon e Diamond Dallas Page, em uma luta título vs. título em uma jaula de aço. Ambos os títulos permaneceram ativos de forma independente durante esse reinado. No Survivor Series, o título foi unificado novamente com o Campeonato de Duplas da WCW em outra luta em uma jaula de aço, quando os campeões de duplas da WCW, The Dudley Boyz, derrotaram os campeões de duplas da WWF, The Hardy Boyz. Desta vez, o Campeonato de Duplas da WCW foi desativado, com The Dudley Boyz sendo reconhecidos como os campeões finais e reinando como os novos campeões de duplas da WWF.